# Левица (Северна Македонија)
Левица (мкд. Левица) је парламентарна социјалистичка партија из Северне Македоније. Партија је основана 2015. а на парламентарним изборима 2020. године је први пут прешла цензус и ушла у Собрање као опозициона партија. Председник партије је Димитар Апасиев, академик.

## Историја
Партија је основана 2015. године уједињењем Комунистичке партије Македоније, Покрета за социјалну правду - Ленка и левичарске организације Солидарност.
Левица је први пут учествовала на парламентарним изборима 2016. године, када је освојила 1.05% гласова и није прешла цензус. Партија поново учествује на изборима 2020. године када осваја 4.2% гласова и по први пут прелази цензус.
Током 2018. Левица је учествовала у организовању бојкота реферeндума о изјашњавају грађана Македоније о уласку у НАТО и ЕУ, где је питање гласило: "Да ли сте за чланство у ЕУ и НАТО, уз прихватање споразума о имену између Републике Македоније и Грчке?".
Председник Левице Димитар Апасиев је доцент на Правном факултету, Државног универзитета “Гоце Делчев” у Штипу на катедри за грађанско право.
Партија је позната по свом противљењу Приспенском споразуму, који је Димитар Апасиев назвао "силовањем закона и правде".
На иницијативу Левице, Уставни суд Македоније је 2019. покренуо оцену уставности Закона о двојезичности.
Током Венецуеланске председничке кризе, након најава да ће влада Македоније признати Хуана Гваида као председника Венецуеле, Левица је упутила подршку Николасу Мадуру.
У свом предизборном програму 2016. и 2020. Левица се залагала за скраћење осмочасовног радног времена, бесплатно здравство и школовање, и формирање радничких савета у приватним предузећима са више од 20 запослених, који ће чинити део управног одбора тих предузећа.

### Изборни резултати
| Година | Проценат | Број гласова | Освојена места |
| ------ | -------- | ------------ | -------------- |
| 2016.  | 1.05%    | 12.120       | 0              |
| 2020.  | 4.10%    | 37.426       | 2              |

## Идеологија
Левица себе дефинише као левичарску партију која заступа социјализам, леви патриотизам, антиимперијализам и секуларизам.

### Ставови

#### Међународни односи
Левица се противи чланству Северне Македоније у НАТО пакту, и подржава чланство у Европској унији уколико оно не би водило даљим приватизацијама. Партија сматра да је ЕУ тренутно организована по принципу центра и периферије, где постоји неједнака економска размена између периферије у коју спада Македонија и центра у који спада западна и централна Европа. Левица сматра НАТО империјалистичком организацијом.
У свом предизборном програму 2020. године, Левица је написала да се залаже за повлачење признања Косова, Израела и Јужне Кореје, и за признавање Палестине. Левица се залаже за подизање сарадње са Кином на ниво од стратешког значаја.

#### Питање имена државе и односи са Бугарском
Партија сматра да македонски народ има право да према принципу самоопредељења сам одлучи о називу своје државе и залаже се за поништавање Преспанског споразума, којим је Македонија променила назив у Северна Македонија, што је по њиховом тумачењу неуставно.
Партија се залаже за ревизију споразума О добросуседским односима са Бугарском, који назива ревизијом историје и рехабилитацијом фашизма.

#### Права националних мањина
Левица се противи закону о двојезичности и посебном школском програму на албанском језику и сматра да доприноси већој етничкој подељености у Македонији. У свом предизборном програму из 2020. партија се залагала за укидање афирмативних мера заснованих на етничком принципу приликом запошљавања у јавном сектору, и увођења мера на социјалном принципу (социјално угрожени).

## Унутрашња организација
Органи парије су: пленум, централни комитет, президијум, трибунат и председник. Према статуту, партија функционише по принципу демократског централизма.
Највиши орган партије је Пленум.
Президијум је највиши извршни орган, и доноси одлуке апсолутном већином.
| Чланови президијума                |
| ---------------------------------- |
| Димитар Апасиев (1983, Велес)      |
| Хактан Реџеп Исмаил (1988, Скопље) |
| Борис Крмов (1981, Штип)           |
| Јована Мојсоска (1992, Струга)     |
| Бранко Ристов (1986, Скопље)       |
| Гораст Муратовски (1994, Скопље)   |
| Сенада Ибраимова (1985, Штип)      |